# Reserva natural de l'Albufereta
L'Albufereta, s'Albufereta o l'Albufereta de Pollença és la tercera zona humida en superfície de Mallorca, després de s'Albufera i del Salobrar de Campos. Està situada a la Badia de Pollença, a 1 km al nord d'Alcúdia, al NE de l'illa de Mallorca, i està compresa en el termes municipals d'Alcúdia i de Pollença.
La zona va ser declarada l'any 2001 com a reserva natural (Decret 121/2001), mentre que des de 1991 gaudia de protecció urbanística com a Àrea Natural d'Especial Interès (ANEI) per la LEN|Llei 1/1991 d'Espais Naturals de les Illes Balears. El decret 121/2001 declara tota la zona humida com a reserva natural i estableix una zona perifèrica de protecció que inclou la resta de l'ANEI, i que actua com a zona d'esmorteïment d'impactes. Posteriorment, la Llei autonòmica 5/2005 per a la Conservació dels Espais de Rellevància Ambiental (LECO) la requalifica com a reserva natural especial, la qual “admet un ús humà moderat de caràcter tradicional, un ús educatiu i científic i un ús de visita degudament controlat”.
L'Albufereta forma part de la xarxa europea Natura 2000, ja que gaudeix de la protecció com a Lloc d'Interès Comunitari (LIC, d'acord amb la Directiva Hàbitatsi com a zona d'especial protecció per a les aus (ZEPA, d'acord amb la Directiva 79/409/CEE d'Aus Arxivat 2010-09-22 a Wayback Machine.).
La zona d'ANEI (que inclou la reserva natural i la perifèria de protecció) té una superfície de 501,27 hectàrees, de les quals 322,9 (64% es troben en el terme municipal d'Alcúdia, i 178,4 (36%) en el de Pollença. L'extensió de la reserva natural, que inclou la zona humida, és de 211,43 ha. Presenta un mosaic d'hàbitats naturals i seminaturals, resultat de la interacció de l'home amb la natura, format principalment per llacs, prats inundats, torrents, canals, camps de conreus, dunes i platja. La zona humida, de forma allargada i orientada de nord-est a sud-oest, es troba separada de la mar a llevant per una barra arenosa d'uns 100 metres d'amplària, que està travessada longitudinalment per la carretera Alcúdia-Port de Pollença, mentre que a l'interior (zona de ponent i sud) està envoltada per terres de conreu, en part abandonades. Al nord, limita amb el torrent de Sant Jordi amb el qual la zona humida no està connectada superficialment, excepte en casos de desbordament.
La Reserva més la Perifèria de Protecció (tot l'ANEI) té una línia de costa de 2.342m. Les altures màximes són a ses Rocasses (15,58m) i a l'Almadrava (10m), estant quasi tota de la resta de la zona protegida sota els 5m.
La inundació de la zona és permanent, a la part interior hi ha dos estanys i diversos canals que sempre porten aigua, ja que en aquesta zona hi desguassa el Torrent del Rec, possiblement el curs d'aigua més cabalós de l'illa i que és alimentat per unes surgències salabroses que neixen al seu llit, nomenades els Ulls del Rec. Aquestes surgències aporten la gran part del cabal d'aigua de l'Albufereta, que també rep les aigües d'altres tres torrents de cabals molt inferiors: de la Font de Mal Any, de Can Roig i de Can Xanet. Les aigües circulen dins la xarxa de canals i estanys de la zona humida fins que desemboquen a la mar per davall del pont de la carretera Alcúdia-Port de Pollença, a la zona nomenada Es Grau.

## Flora i fauna

### Flora
A la part més marítima del reduït cordó dunar els primers vegetals que trobam són petites gramínies com Sporobolus pungens i Elymus farctus. Més cap a l'interior ja trobam una comunitat de borró (Ammophila arenaria), lliri de mar (Pancratium maritimum), card marí (Eryngium maritimum), rave de mar (Cakile maritima) i la bombarella (Euphorbia paralias). A zones de còdols abunden les saladines (Limonium sp.) i el fonoll marí (Crithmum maritimum).
Les zones amb aigüa permanent de salinitat reduïda permeten l'aparició de plantes aquàtiques, com ara la presseguera borda (Polygonum lapathifolium) i l'herbei de fil (Potamogeton pectinatus). Aquesta vegetació creix especialment prop dels ullals i consisteix en espècies higròfiles com la bova (Typha sp.), l'orella de llebre vera (Alisma plantago-aquatica), el coltell groc (Iris pseudacorus), l'herba d'aigua (Mentha aquatica), els créixens (Rorippa nasturtium-aquaticum) i el felandri (Oenanthe sp.).

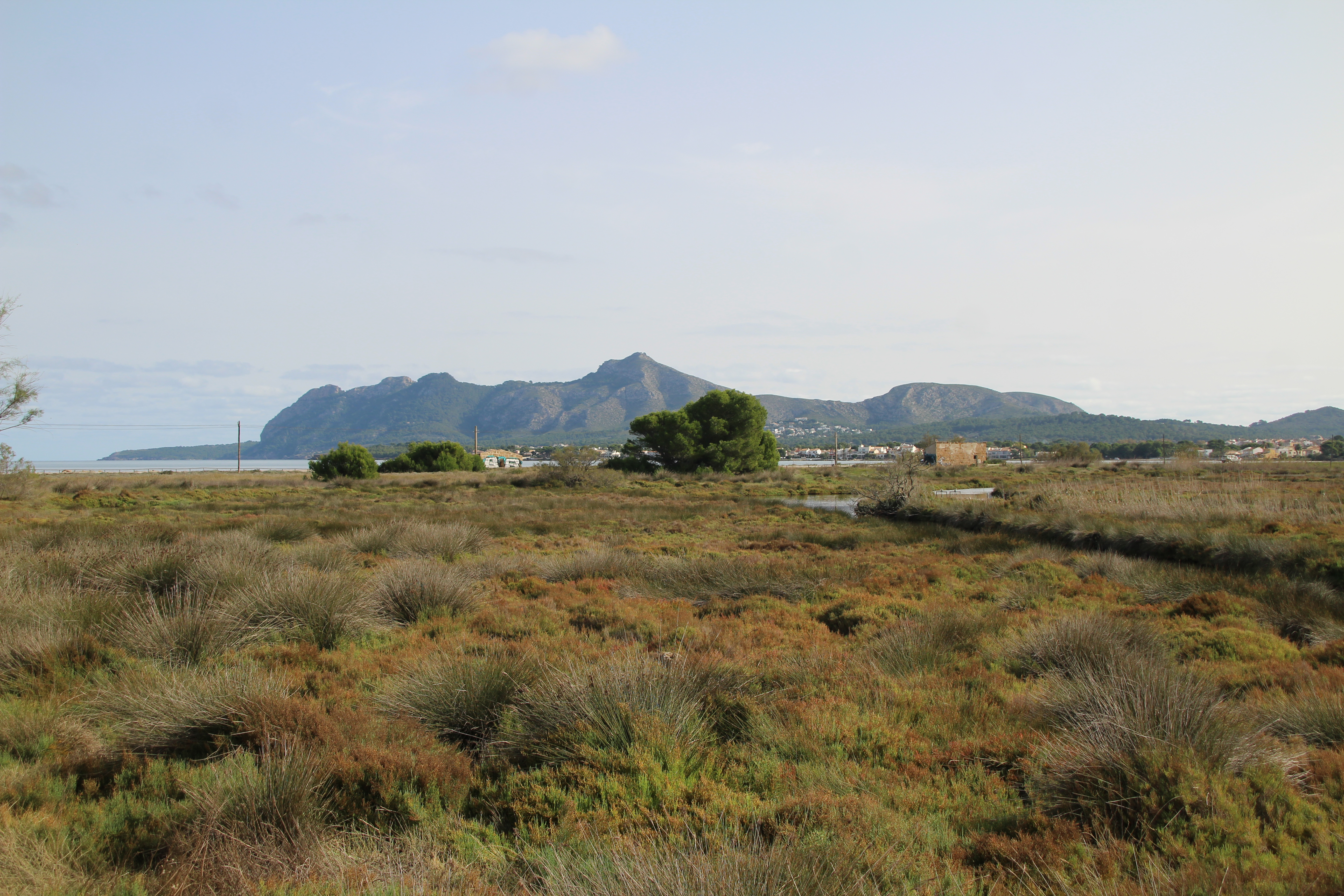
Salicornar amb els colors verds-vermells del ballester a l'Albufereta de Pollença

Als extensos salobrars de sòls argilosos que queden embassats una part de l'any es formen els salicornars resistents a la salinitat. Als salicornars predomina el ballester (Sarcocornia fruticosa) que passa del color verd al vermell depenent de la quantitat de sal; l'acompanyen la salsona (Limbarda crithmoides), el jonc (Juncus sp.) i la sosa dura (Arthrocnemum macrostachyum).
Els bosquets de tamarells de s'Albufereta es consideren els més ben conservats de Mallorca. Són arbres caducifolis que suporten molt bé les concentracions elevades de sals; per aquest motiu creixen a la platja, indrets inundats temporalment i a les voreres de cursos d'aigua com el torrent del Rec formant boscs en galeria de gran importància ecològica.
Les bardisses, conreus, marges de camins i zones humanitzades de la Reserva Natural també presenten una rica varietat de flora.

### Fauna

#### Insectes i aràcnids

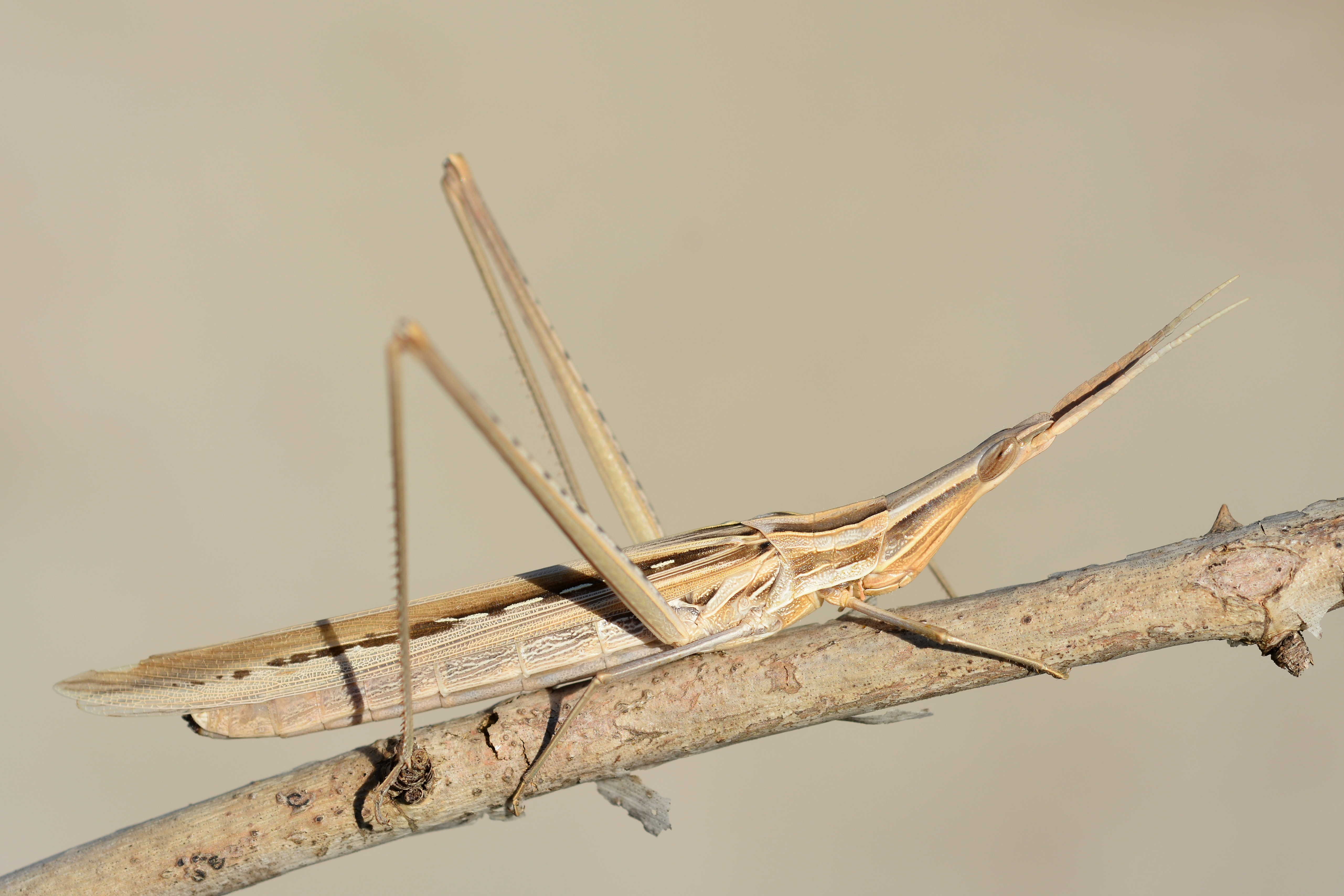
Acrida ungarica mediterranea

Els ambients humits amb abundància d'aigua són sinònims de riquesa d'espècies d'insectes. Estan presents els moscards, el llagost d'albufera (Acrida ungarica subsp. mediterranea), cavallets del dimoni i libèl·lules com Ischnura elegans o Anax sp., el cavall de serp (Mantis religiosa), la vespa paperera (Polistes gallicus), la vespa del fang (Sceliphron spirifex) o la vespa endèmica Mimesa palliditarsis. L'Albufereta també compta amb multitud d'espècies de papallones com la blanqueta de la ravenissa, la blaveta estriada, la papallona de l'alfals i moltíssimes espècies de lepidòpters nocturns.
També habiten a la reserva aranyes com l'aranya tigre (Argiope trifasciata) de grans teles geomètriques i l'aranya domestica (Tegenaria sp.).

#### Peixos
Moltes espècies de peixos aprofiten l'Albufereta per refugiar-se, cercar aliment i en alguns casos fer la vida sencera. Entre les espècies més abundants hi ha les llises, els mújols i els llops. Les anguiles, tot i que ja no n'hi arriba a haver tantes com abans, encara són força freqüents. També són presents el moixó o el Pomatoschistus microps, ambdues indicadores de la bona qualitat de les aigües.

#### Amfibis i rèptils

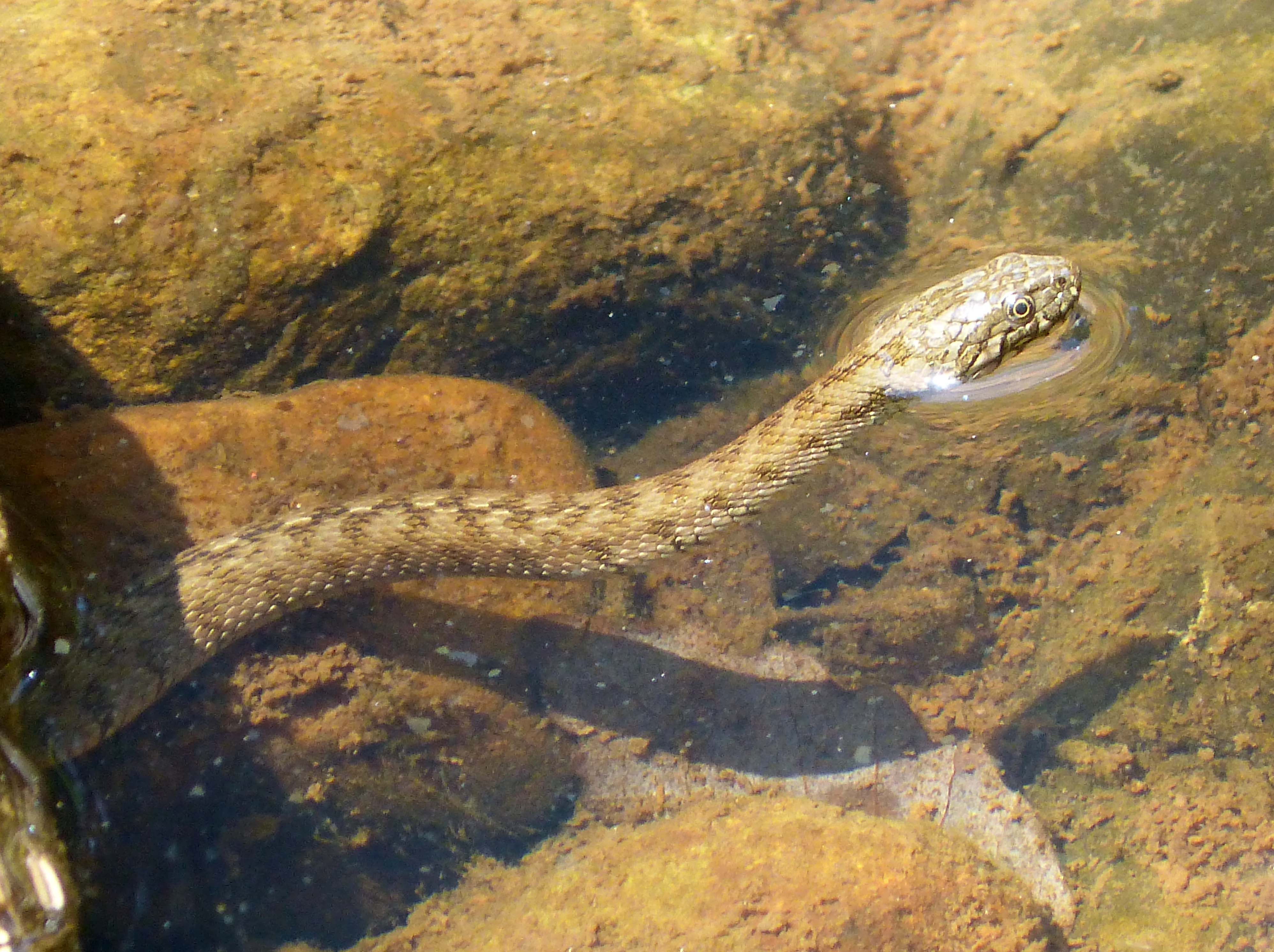
Serp d'aigua (Natrix maura)

Els granots (Pelophylax perezi) són comuns a la zona humida i als safareigs deixant-se escoltar amb l'arribada de la primavera i la calor. El calàpet (Bufotes viridis subsp. balearicus) és molt escàs però també es pot sentir les nits de primavera. A les parets i construccions trobam el dragó (Tarentola mauretanica) i el dragonet (Hemidactylus turcicus). La serp d'aigua (Natrix maura) és el principal depredador de granots i petits peixos a les zones humides i safareigs.

#### Mamífers
Diverses espècies de ratapinyades viuen a la Reserva Natural refugiant-se i hivernant a construccions, pous, sínies, ponts o arbres vells. Entre els rossegadors trobam la rata traginera d'albufera (Rattus norvegicus), el ratolí domèstic (Mus musculus) i el ratolí mediterrani (Mus spretus). També trobam mostel (Mustela nivalis), conill (Oryctolagus cuniculus) i moixos domèstics provenents de les zones urbanitzades.

#### Aucells
És una zona de gran importància per l'avifauna, tant nidificant com migratòria. La localització de les Illes Balears al mig del Mediterrani occidental és aprofitada per moltes espècies per descansar i poder continuar el seu viatge migratori.

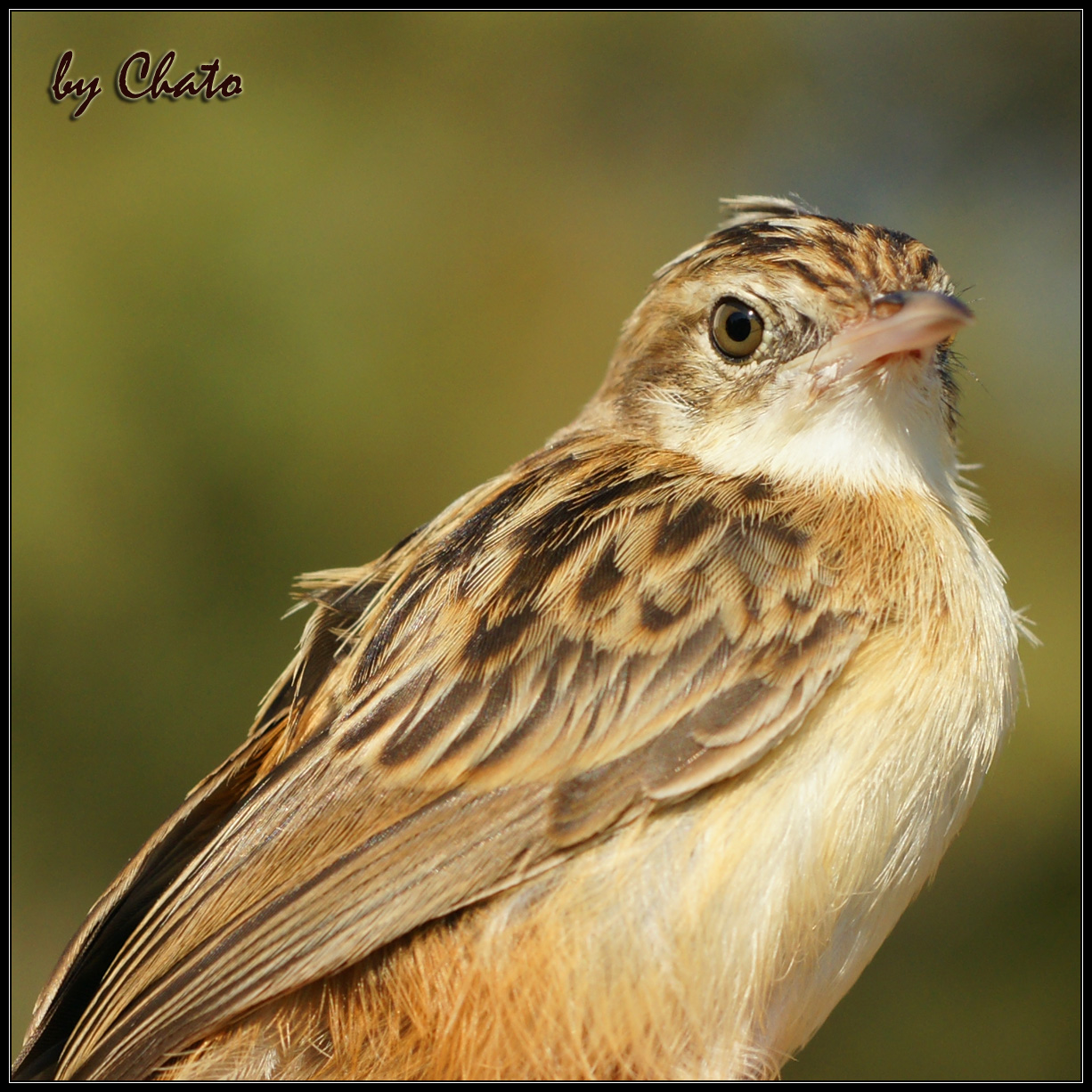
Butxaqueta a la Reserva Natural de l'Albufereta

##### Sedentaris
El canyet ofereix un espai protegit i segur per la nidificació de diverses espècies. L'arpella, la fotja i el gall faver trien aquest espai per fer els seus nius. El rossinyol bord, la butxaqueta, la gallineta d'aigua, el rascló i l'escassísim i amagadís bitó també freqüenten l'espai. L'escasa cama-roja prefereix els salicornars mentre que l'abundant coll blau, el becvermell i el setmesó prefereixen els torrents, canals i altres aigües lliures. Els conreus i espais més humanitzats són ocupats per la mèrlera, el busqueret de cap negre i el teulader. També són comuns a la Reserva Natural el xoriguer, l'àguila peixatera, les caderneres, els verderols, el puput, el vitrac i el sebel·lí. A les platges predominen els picaplatges menuts i els picaplatges camanegres. Les gavines, gavines corses i els corbs marins també ocupen la zona més marítima.

##### Estivals

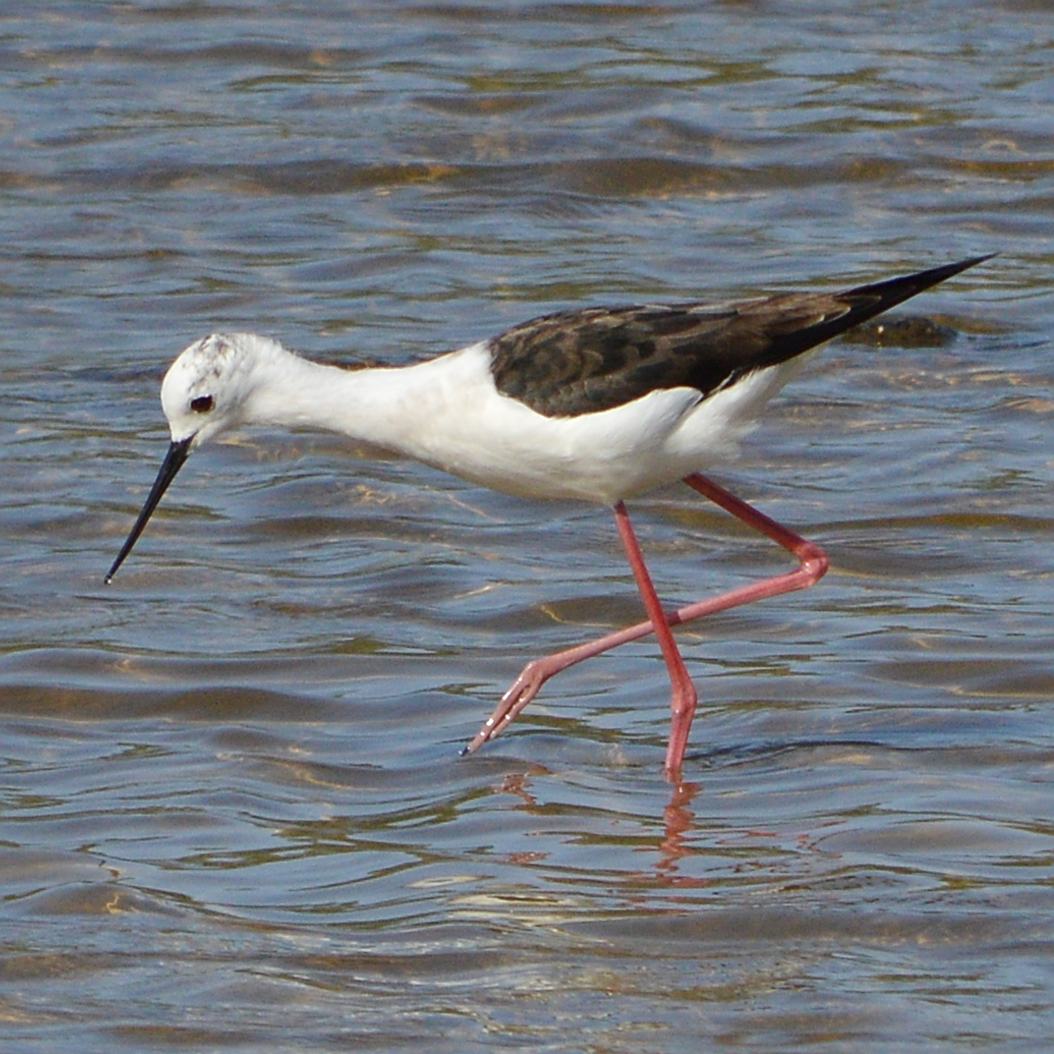
Avisador a Mallorca

Durant la primavera arriben a Mallorca des de l'Àfrica un bon nombre d'espècies per criar i retornar després a latituds més meridionals. Destaca l'inconfusible avisador, la tórtora, la terrerola, l'oronella, l'agró roig, els abellerols i els falcons marins, tot i que no crien a la zona humida, hi venen sovint a alimentar-se dels nombrosos insectes voladors que la sobrevolen a diari.

##### Hivernants
Grans esbarts d'aucells acudeixen a les Illes Balears evitant l'hivern europeu i cercant un clima millor. Algunes espècies que passen l'hivern a s'Albufereta inclouen el cullerot, el siulador, la cetla rossa, el coer, el moretó capvermell, les corpetasses, l'agró blau, l'agró blanc, l'agró blanc gros, els estornells, el xàxtero blanc, l'esplugabous, l'arner, el tord, la gavina d'hivern, l'orval, el coa-roja de barraca, la juia, l'ull de bou, el ropit i els flamencs.

## Gestió
Els anys 2009 i 2010 s'ha executat un ambiciós projecte de restauració d'hàbitat a la zona de Can Cullerassa, al nord de la reserva, dins el municipi de Pollença. Aquest projecte consisteix a recuperar una extensa zona que en els anys 70 i 80 va ser dessecada i reblida, ja que s'utilitzava com a abocador d'enderrocs, ferralla, materials d'excavacions i altres residus, de cara a la seva urbanització. Amb la declaració de tota l'Albufereta com a ANEI per la Llei d'Espais Naturals de 1991, el projecte d'urbanització fou avortat, i deu anys després el decret de creació de la reserva natural va preveure la retirada dels abocaments i la restauració de la zona per tal de recuperar el seu caràcter com a aiguamoll. El projecte inclou la creació de llacunes i llissers (basses d'aigües somes) dins les quals s'han deixat algunes illetes aprofitant la vegetació ja existent, per tal de crear llocs de refugi i de reproducció per a la fauna. A més, inclou la creació d'itineraris pels visitants, la instal·lació de pantalles d'observació a determinats punts del recorregut i de pantalles visuals per tal de facilitar als visitants l'observació de les noves llacunes sense causar pertorbacions a les aus i altra fauna presents. L'any 2010, quan el projecte encara no està acabat d'executar, ja han criat al voltant d'una de les basses diverses colles d'avisador i de tituril·lo menut.